# Xia (socken)
Xia (kinesiska: 下乡, 下乡乡) är en socken i Kina. Den ligger i provinsen Hunan, i den södra delen av landet, omkring 380 kilometer sydväst om provinshuvudstaden Changsha. Antalet invånare är 7751. Befolkningen består av 3 698 kvinnor och 4 053 män. Barn under 15 år utgör 17,0 %, vuxna 15-64 år 72 %, och äldre över 65 år 9,0 %.
Genomsnittlig årsnederbörd är 1 787 millimeter. Den regnigaste månaden är juni, med i genomsnitt 296 mm nederbörd, och den torraste är december, med 63 mm nederbörd.